# Ray Teal
Ray Teal est un acteur américain né le 12 janvier 1902 à Grand Rapids, Michigan (États-Unis) et mort le 2 avril 1976 à Santa Monica (États-Unis).
Il est surtout connu pour avoir interprété le rôle du shérif Roy Coffee dans la série Bonanza.

## Filmographie

### Cinéma

#### Années 1930
- 1937 : Sweetheart of the Navy : chef d'orchestre
- 1937 : Radio Patrol : Henchman Perkins
- 1937 : Zorro Rides Again : Time-bomb thug #2
- 1938 : Western Jamboree (en) de Ralph Staub : McCall
- 1939 : Star Reporter : le journaliste

#### Années 1940
- 1940 : Le Grand Passage : Bradley McNeil
- 1940 : Le Cargo maudit (Strange Cargo) de Frank Borzage : un garde
- 1940 : XXX Medico : l'opérateur radio
- 1940 : Adventures of Red Ryder : Shark
- 1940 : L'Île des amours (New Moon) : Bondsman
- 1940 : Monsieur Wilson perd la tête (I Love You Again) : Watchman
- 1940 : Prairie Schooners : Wolf Tanner
- 1940 : Third Finger, Left Hand de Robert Z. Leonard : le cameraman dans l'Ohio
- 1940 : Cherokee Strip : Smokey Morrell
- 1940 : Melody Ranch (en) de Joseph Santley : Henchman
- 1940 : The Trail Blazers
- 1940 : American Spoken Here : le barman
- 1940 : Pony Post : Claude Richards
- 1940 : Sur la piste des vigilants (Trail of the Vigilantes) : le shérif
- 1940 : Kitty Foyle : le clarinettiste
- 1941 : The Green Hornet Strikes Again! : un garde
- 1941 : Outlaws of the Panhandle : Walt Burnett
- 1941 : Ziegfeld girl : l'usurier
- 1941 : Billy the Kid le réfractaire : Sammy Axel
- 1941 : L'Aventure commence à Bombay : un soldat
- 1941 : Sergent York : un soldat
- 1941 : Bad Men of Missouri (it) de Ray Enright : le shérif
- 1941 : Franc jeu : le joueur de poker
- 1941 : Rendez-vous avec la mort : le chauffeur de taxi
- 1941 : La Charge fantastique : Barfly
- 1941 : Unholy Partners : le serveur
- 1942 : Don Winslow of the Navy de Ray Taylor : Parker, le saboteur radio
- 1942 : The Bugle Sounds : le sergent
- 1942 : La Femme de l'année : le journaliste sportif
- 1942 : Nazi Agent de Jules Dassin : l'officer Graves
- 1942 : Wild Bill Hickok Rides (en) de Ray Enright : l'officier Jack Handley
- 1942 : Captain Midnight : Borgman
- 1942 : Fingers at the Window (en) : le conducteur de la voiture de police
- 1942 : Le Caïd (The Big Shot) de Lewis Seiler : le policier motocycliste
- 1942 : Calling Dr. Gillespie : le policier de Detroit
- 1942 : Escape from Crime : un membre du gang de Dude
- 1942 : Secret Enemies : Casey
- 1942 : Overland Mail (en) de Ford Beebe et John Rawlins : un indien
- 1942 : Apache Trail : Ed Cotton
- 1942 : Northwest Rangers (en) de Joseph M. Newman : le joueur de poker
- 1942 : Tennessee Johnson de William Dieterle : le sergent
- 1943 : Chasseuses d'autographes (The Youngest Profession) d'Edward Buzzell : le chauffeur de taxi
- 1943 : Slightly Dangerous : un piéton
- 1943 : She Has What It Takes : le policier
- 1943 : A Gentle Gangster : Joe Barton
- 1943 : Prairie Chickens : Sam
- 1943 : Crime Doctor : l'inspecteur
- 1943 : Ode to Victory : le sergent chef d'orchestre
- 1943 : Parade aux étoiles : M. Loyal
- 1943 : Dangerous Blondes de Leigh Jason : l'inspecteur Temple
- 1943 : The Chance of a Lifetime : un policier
- 1943 : L'Étoile du Nord : le soldat allemand
- 1943 : The Heat's On : Stagehand
- 1943 : Madame Curie : le chauffeur
- 1943 : La Bête (Whistling in Brooklyn) S. Sylvan Simon : Beaver To Be Traded
- 1944 : Main Street Today : Ed
- 1944 : Pas un n'échappera (None Shall Escape) : Oremski
- 1944 : Song of Russia : le motocycliste
- 1944 : See Here, Private Hargrove : le chargé de relations publiques
- 1944 : Raiders of Ghost City (en) : Joe Burke
- 1944 : Le Bal des sirènes : le maître d'hôtel au club Adams
- 1944 : Wing and a Prayer (en) d'Henry Hathaway : Executive Officer
- 1944 : U-Boat Prisoner : C.P.O. Shaw
- 1944 : Maisie Goes to Reno d'Harry Beaumont : le policier
- 1944 : Soul of a Monster : le camionneur
- 1944 : Strange Affair (en) d'Alfred E. Green : le camionneur
- 1944 : Une romance américaine (An American Romance) de King Vidor : Mine Personnel Clerk
- 1944 : Le Juré disparu (The Missing Juror) de Oscar Boetticher Jr.  : le chef des inspecteurs
- 1944 : La Princesse et le Pirate : un garde
- 1944 : Les Cuistots de sa majesté : l'officier de police
- 1944 : Hollywood Canteen : le capitaine
- 1944 : Gentle Annie : Expressman on Train
- 1945 : Main Street After Dark : un policier
- 1945 : L'introuvable rentre chez lui (The Thin Man Goes Home) : un homme devant la boutique du coiffeur
- 1945 : Règlement de comptes (Keep Your Powder Dry) : le capitaine
- 1945 : The Clock : un officier de police
- 1945 : Sudan : le marchand d'esclaves
- 1945 : Circumstantial Evidence (en) de John Larkin : un policier
- 1945 : Diamond Horseshoe : un client au Footlight Club
- 1945 : Retour aux Philippines : le lieutenant-colonel Roberts
- 1945 : Wonder Man : Opera Ticket Taker
- 1945 : Escale à Hollywood : l'assistant du réalisateur
- 1945 : Le Grand Bill : Kriendler
- 1945 : Shady Lady (en) : Andy
- 1945 : A Gun in His Hand : le lieutenant O'Neill
- 1945 : Don't Fence Me In : l'enquêteur
- 1945 : Snafu : le légionnaire américain
- 1945 : Capitaine Kidd : Michael O'Shawn
- 1945 : L'Aventure : Steve
- 1946 : Les Compagnons de Jéhu (The Fighting Guardsman) : Albert
- 1946 : Les Demoiselles Harvey : le chef d'orchestre
- 1946 : Ziegfeld Follies : le policier du métro
- 1946 : Le Fils de Robin des Bois (The Bandit of Sherwood Forest) d'Henry Levin et George Sherman : Petit Jean
- 1946 : Blonde Alibi : l'inspecteur Jones
- 1946 : The Runaround : Cagan
- 1946 : Dangerous Business (en) : Plainclothesman
- 1946 : Une lettre pour Evie (A Letter for Evie) : le chauffeur de taxi
- 1946 : Deadline for Murder : Frank
- 1946 : Strange Voyage : le capitaine Andrews
- 1946 : Canyon Passage : Neal Howison
- 1946 : The Missing Lady : un inspecteur
- 1946 : La Rapace (Decoy) de Jack Bernhard : un policier
- 1946 : La Sagesse de trois vieux fous (Three Wise Fools) : Foreman
- 1946 : Le Démon de la chair : Duncan
- 1946 : Lady Luck (en) de Jack Donohue : Sign Painter
- 1946 : Les Plus Belles Années de notre vie : Mr. Mollett
- 1946 : La Pluie qui chante (Till the Clouds Roll By) de Richard Whorf : le chef d'orchestre du studio
- 1947 : En marge de l'enquête (Dead Reckoning) de John Cromwell : un policier
- 1947 : The Michigan Kid : le sergent
- 1947 : Le Maître de la prairie (The Sea of Grass) (The Sea of Grass) d'Elia Kazan : Cattleman
- 1947 : Undercover Maisie : Wolf
- 1947 : La Brune de mes rêves (My Favorite Brunette) d'Elliott Nugent : un policier
- 1947 : Femme de feu : Ed Burma
- 1947 : The Long Night : Hudson
- 1947 : Cheyenne : un joueur
- 1947 : Champagne for Two : Brannigan
- 1947 : Poste avancé (Northwest Outpost) : le trappeur blessé
- 1947 : Les Démons de la liberté (Brute Force) de Jules Dassin : Jackson
- 1947 : Le Repaire du forçat (Deep Valley) de Jean Negulesco : Prison Official
- 1947 : La Furie du désert : le chauffeur de bus
- 1947 : Jenny et son chien (Driftwood) d'Allan Dwan : Clem Perkins
- 1947 : Les Conquérants d'un nouveau monde : un soldat
- 1947 : The Fabulous Texan (en) d'Edward Ludwig : le capitaine de police
- 1947 : Roses Are Red : Weston
- 1947 : Le Mur des ténèbres (High Wall) : le lieutenant de police
- 1947 : En route pour Rio (Road to Rio) : Buck
- 1947 : Killer McCoy : un garde du corps
- 1948 : Bandits de grands chemins (Black Bart) de George Sherman : Pete
- 1948 : The Mating of Millie : Mike
- 1948 : The Miracle of the Bells : Koslick
- 1948 : Massacre à Furnace Creek (Fury at Furnace Creek) d'H. Bruce Humberstone : le sergent
- 1948 : Le Condamné de la cellule cinq (I Wouldn't Be in Your Shoes) de William Nigh : un garde
- 1948 : Marché de brutes (Raw Deal) d'Anthony Mann : l'officier de police
- 1948 : Hazard : Plainclothesman
- 1948 : La Flèche noire (The Black Arrow) de Gordon Douglas : Appleyard
- 1948 : Daredevils of the Clouds : Jim Mitchell
- 1948 : Tropical Masquerade : Downing
- 1948 : La Peine du talion (The Man from Colorado) d'Henry Levin : le barman
- 1948 : La Grande Menace (Walk a Crooked Mile) de Gordon Douglas : le sergent de police
- 1948 : La Dame aux cigarettes : un policier
- 1948 : La Fosse aux serpents (The Snake Pit) d'Anatole Litvak : le docteur
- 1948 : Jeanne d'Arc : Bertrand de Poulengy
- 1948 : La Comtesse de Monte-Cristo (en) : Charlie
- 1948 : Le Droit de tuer : Dr McDermott
- 1948 : Smith le taciturne (Whispering Smith) de Leslie Fenton : Seagrue
- 1948 : Tenth Avenue Angel : un garde
- 1948 : One Sunday Afternoon : un policier
- 1949 : Hello Out There : le mari
- 1949 : Embuscade : le capitaine J.R. Wolverson
- 1949 : Garçons en cage (Bad Boy) : un policier
- 1949 : La Chevauchée de l'honneur : Cantrel
- 1949 : Faux Jeu (It Happens Every Spring) : Mac
- 1949 : Kazan : McCready
- 1949 : Le Prix du silence : un policier
- 1949 : La Scène du crime (Scene of the Crime) : un policier
- 1949 : Cinq Millions dans une poubelle (Mr. Soft Touch) de Gordon Douglas et Henry Levin : un policier
- 1949 : Blondie Hits the Jackpot : Gus
- 1949 : Chasse aux maris (Once More, My Darling) de Robert Montgomery : le camionneur
- 1949 : Samson et Dalila : le receveur de taxes
- 1949 : Rusty's Birthday : Virgil Neeley
- 1949 : Le Démon des armes (Gun Crazy) de Joseph H. Lewis : le garde-frontière

#### Années 1950
- 1950 : Davy Crockett, Indian Scout (en) : le capitaine McHale
- 1950 : Sables mouvants (Quicksand) : un policier
- 1950 : Harbor of Missing Men : Frank
- 1950 : Quand la ville dort (The Asphalt Jungle) de John Huston : un policier
- 1950 : Le Kid du Texas (The Kid from Texas) de Kurt Neumann : le shérif Rand
- 1950 : Winchester '73 d'Anthony Mann : Marshall Noonan
- 1950 : Voyage sans retour (Where Danger Lives) de John Farrow : le shérif Joe Borden
- 1950 : The Men : l'homme du bar
- 1950 : Celle de nulle part (Our Very Own) de David Miller : Mr. Jim Lynch
- 1950 : La Marche à l'enfer (Edge of Doom) de Mark Robson : Ned Moore
- 1950 : La porte s'ouvre : Day Deputy in Hospital Prison Ward
- 1950 : La Scandaleuse Ingénue (The Petty Girl) : un policier
- 1950 : When You're Smiling : Steve
- 1950 : La loi des bagnards (en) (Convicted) de Henry Levin : un garde
- 1950 : Southside 1-1000 : Bunco Agent
- 1951 : Les Rebelles du Missouri : le sergent
- 1951 : Oh! Susanna (it) de Joseph Kane : Corporal at gate
- 1951 : The Redhead and the Cowboy (en) de Leslie Fenton : Brock
- 1951 : Home Town Story : Complaining electrical worker
- 1951 : Une corde pour te pendre : le député Lou Gray
- 1951 : Lorna Doone : le fermier Ridd
- 1951 : Le Gouffre aux chimères (Ace in the Hole) de Billy Wilder : le shérif
- 1951 : La Furie du Texas (Fort Worth) d'Edwin L. Marin : Gabe Clevenger
- 1951 : L'Énigme du lac noir : le shérif Cromwell
- 1951 : Tomorrow Is Another Day : Mr. Dawson
- 1951 : Les Aventures du capitaine Wyatt : le soldat Mohair
- 1952 : Le Relais de l'or maudit : Quincey
- 1952 : Les Flèches brûlées (Flaming Feather) de Ray Enright : le shérif de Coconino County
- 1952 : The Captive City : le chef Gillette
- 1952 : Au pays de la peur : Ruger
- 1952 : The Lion and the Horse : Dave Tracy
- 1952 : Parachutiste malgré lui  : le général de brigade W.W. Timmons
- 1952 : Un amour désespéré : Allen
- 1952 : Panique à l'Ouest (Cattle Town) : Judd Hastings
- 1952 : La Femme aux revolvers (Montana Belle) d'Allan Dwan : Emmett Dalton
- 1952 : Le Cran d’arrêt (The Turning Point) de William Dieterle : Clint
- 1953 : Ambush at Tomahawk Gap : Doc
- 1953 : L'Équipée sauvage : l'oncle Frank Bleeker
- 1954 : La poursuite dura sept jours : Dr Trent
- 1954 : Mademoiselle Porte-bonheur (Lucky Me) : Crony
- 1954 : Romance sans lendemain (About Mrs. Leslie) de Daniel Mann : Barney
- 1954 : Sur la trace du crime : Mullins
- 1955 : Les Rôdeurs de l'aube : le shérif de Seymour
- 1955 : Tornade sur la ville (The Man from Bitter Ridge) : Shep Bascom
- 1955 : À l'ombre des potences (Run for Cover), de Nicholas Ray : le shérif
- 1955 : Apache Ambush : le sergent Tim O'Roarke
- 1955 : La Maison des otages : le lieutenant Fredericks
- 1955 : La Rivière de nos amours : Sam Morgan
- 1956 : La Caravane des hommes traqués : Mr. Reed
- 1956 : Collines brûlantes (The Burning Hills) de Stuart Heisler : Joe Sutton
- 1956 : The Young Guns : Josh
- 1957 : Utah Blaine : Russ Nevers
- 1957 : Le Grand Coup (The Big Caper) : Real Estate Broker
- 1957 : The Phantom Stagecoach : le shérif Ned Riorden
- 1957 : The Guns of Fort Petticoat : Salt Pork
- 1957 : The Oklahoman : Jason
- 1957 : L'Esclave libre : Mr. Calloway
- 1957 : The Wayward Girl : le shérif
- 1957 : Le vengeur agit au crépuscule (Decision at Sundown), de Budd Boetticher : Morley Chase
- 1957 : Violence dans la vallée (The Tall Stranger) de Thomas Carr : Cap
- 1958 : Libre comme le vent (Saddle the Wind), de Robert Parrish : Brick
- 1958 : Le Salaire de la violence (Gunman's Walk) : Jensen Sieverts
- 1958 : Le Témoin dangereux (en) (Girl on the Run) de Richard L. Bare : le lieutenant Harper

#### Années 1960
- 1960 : Celui par qui le scandale arrive : Dr Reuben Carson
- 1960 : Procès de singe (Inherit the Wind) : Jessie H. Dunlap
- 1961 : Mont'là-d'ssus : l'homme interviewé
- 1961 : La Vengeance aux deux visages : Barney
- 1961 : Les Cavaliers de l'enfer (Posse from Hell) : le banquier
- 1961 : Le troisième homme était une femme : le shérif Kearney
- 1961 : Jugement à Nuremberg : le juge Curtiss Ives
- 1963 : Citoyen de nulle part (A Girl Named Tamiko)
- 1963 : Les Ranchers du Wyoming (Cattle King) : Edwin « Ed » Winters
- 1964 : La Patrouille de la violence
- 1964 : Cinq Mille Dollars mort ou vif (Taggart) de R. G. Springsteen : Ralph Taggart

#### Années 1970
- 1970 : On n'achète pas le silence
- 1970 : Chisum : J.B. Wilson

### Télévision
- 1958-1959 : Au nom de la loi (Wanted Dead or Alive) (série TV) Saison 1 épisode 14 : Nebro
- 1958 : Zorro - S.1 épisode 16 : Esclaves de l'aigle
- 1960 à 1972 : Bonanza : Le shérif Roy Coffee
- 1964 : Bristle Face : Justice Mackley
- 1965 : Gallegher (The Adventures of Gallegher) : le shérif Snead
- 1966 : Gallegher (Gallegher Goes West) : le shérif Snead
- 1968 : The Mystery of Edward Sims : le shérif Snead
- 1971 : Hacksaw : le rancher
- 1974 : Le Prix d'un meurtre (The Hanged Man) : le juge Homer Bayne